# Peter Schreier
Peter Schreier (29. července 1935, Míšeň, Německo – 25. prosince 2019 Drážďany) byl německý operní pěvec (tenorista) a dirigent.

## Život
Hudebně se začal vzdělávat ve škole při Dresdner Kreuzchoru (sboru při kostelu sv. Kříže v Drážďanech). Tam jeho talent objevil sbormistr Rudolf Mauersberger, který ho nechal zpívat mnoho sólových partů, z nichž byla řada na konci 40. let 20. století nahrána.
V 16 letech se jeho dětský alt změnil v tenor, což si vždy přál, kvůli rolím evangelistů v Bachových pašijích a Vánočním oratoriu. Začal studovat zpěv a věnoval se i studiu orchestrálního a sborového dirigování (dirigoval od roku 1969).
Profesionální debut zažil v roce 1959 v roli Prvního vězně v Beethovenově Fideliovi, záhy nato zažil úspěchy v mozartovských rolích.
V roce 1963 získal angažmá v berlínské Státní opeře, byl též pravidelným hostem ve Vídni. Od roku 1967 byl po čtvrt století pravidelným účastníkem Salcburského festivalu. Když v roce 1966 zemřel Fritz Wunderlich, byl označen za největšího žijícího mozartovského tenora, zejména kvůli pečlivé intonaci a dikci.
Zpíval role v německých operách (Richard Wagner, Engelbert Humperdinck, Hans Pfitzner – v jeho Palestrinovi vystoupil jak v Mnichově, tak ve Východním Berlíně).
Vynikl i jako písňový zpěvák, zejména v cyklech Schumanna a Schuberta a v písních Mozarta a Beethovena. Zvláště významné jsou nahrávky Schubertovy Zimní cesty s klavíristy Svjatoslavem Richterem a Andrásem Schiffem.
Pořídil množství nahrávek, významné jsou zejména nahrávky Bachových děl, ať už kantát, nebo Matoušových a Janových pašijí, a to v několika různých verzích (dir. Herbert von Karajan, Claudio Abbado, Helmuth Rilling ad.).
Operní jeviště opustil v roce 2000, naposledy zpíval v roce 2005 (a zároveň dirigoval) při pražském provedení Vánočního oratoria.